# Hypselodoris variobranchia
Hypselodoris variobranchia (лат.) — вид ярко окрашенных брюхоногих моллюсков семейства Chromodorididae из отряда голожаберных (Nudibranchia). Обитают в Индо-Тихоокеанской области.

## Таксономия
Вид был впервые описан в 2018 году под названием Hypselodoris variobranchia Gosliner & Johnson, 2018.

## Описание
Hypselodoris variobranchia имеет тёмно-фиолетовое тело с широкой сплошной белой каймой по мантии. Колбы ринофоров оранжевые, с пурпурными оболочками. Жабры могут быть оранжевыми или тёмно-фиолетовыми. Имеется высокий жаберный карман, который также имеет тёмно-фиолетовый цвет. Этот вид часто ошибочно упоминается как Hypselodoris bullocki. Это крупный брюхоногий моллюск, достигающий 50 мм в длину.

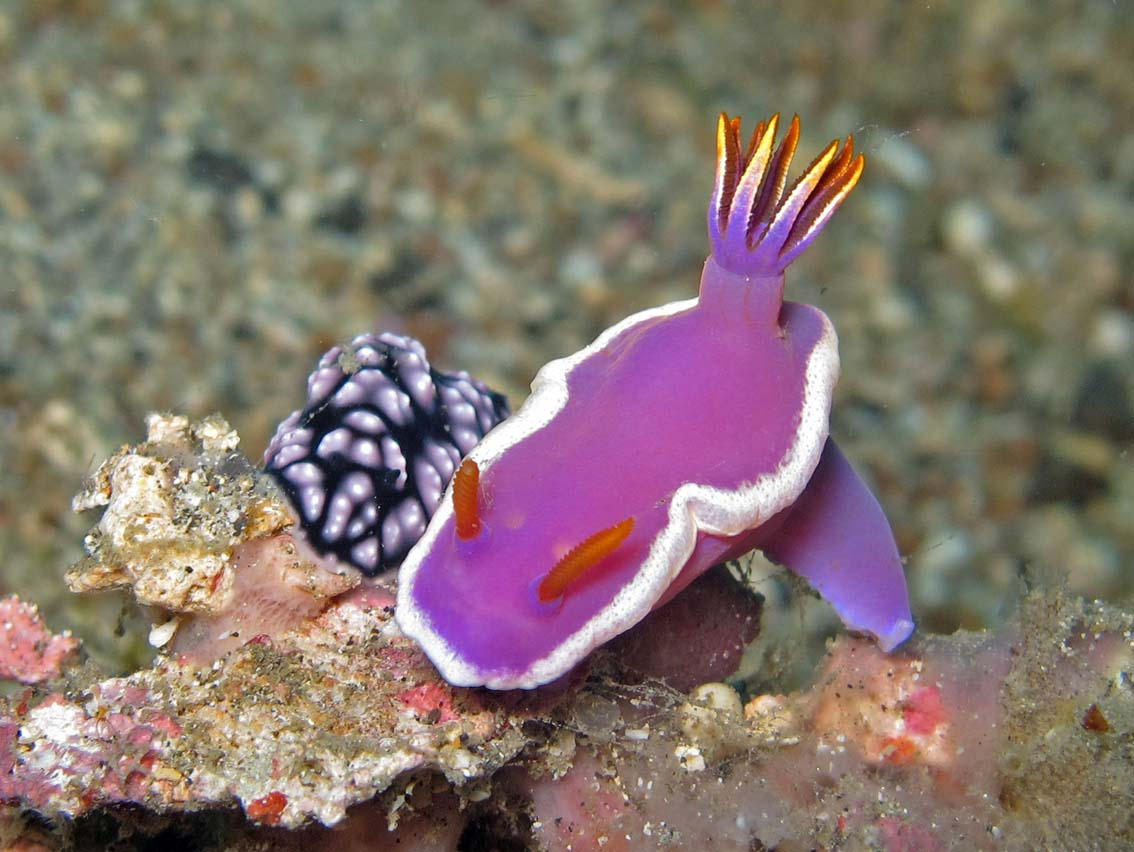
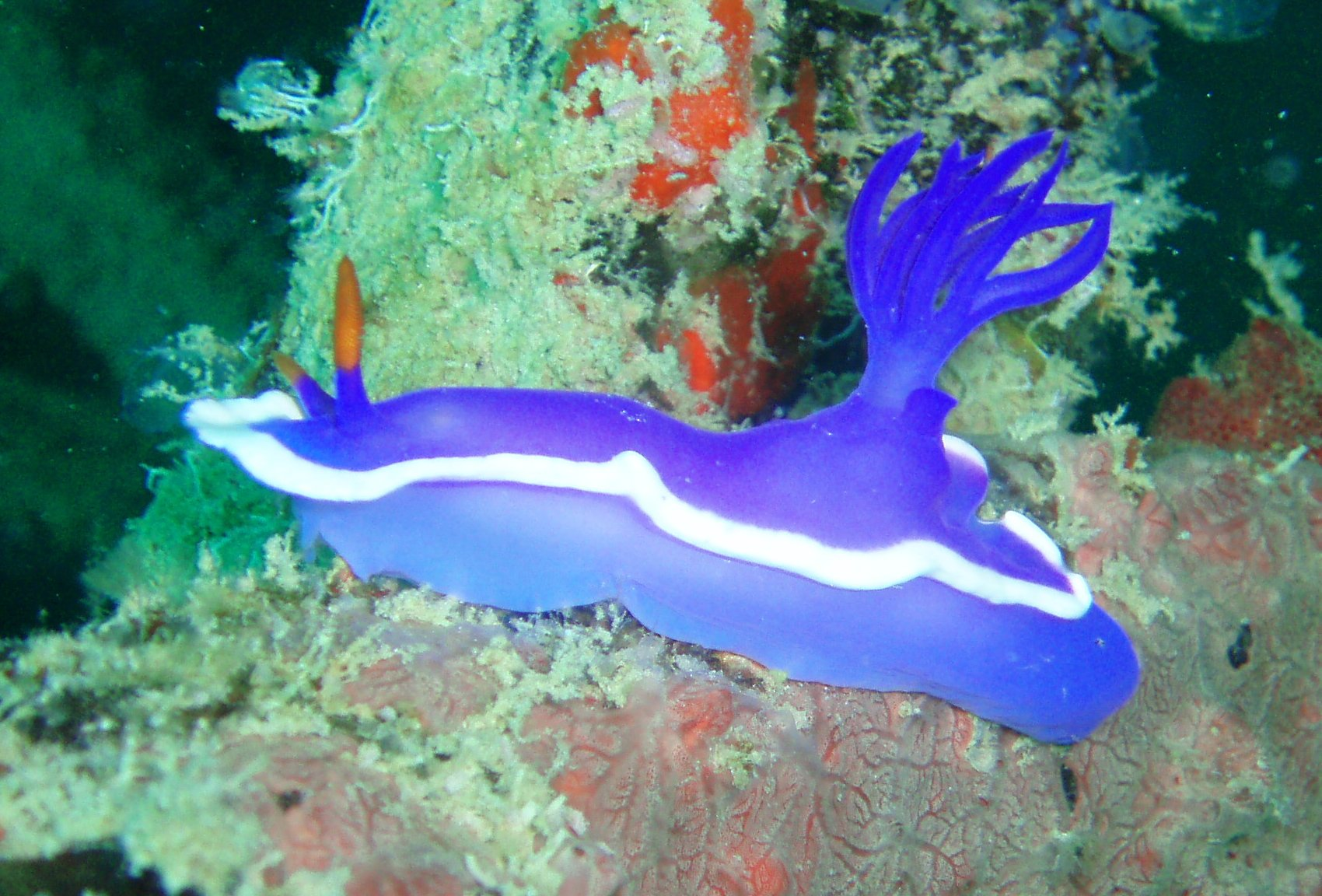
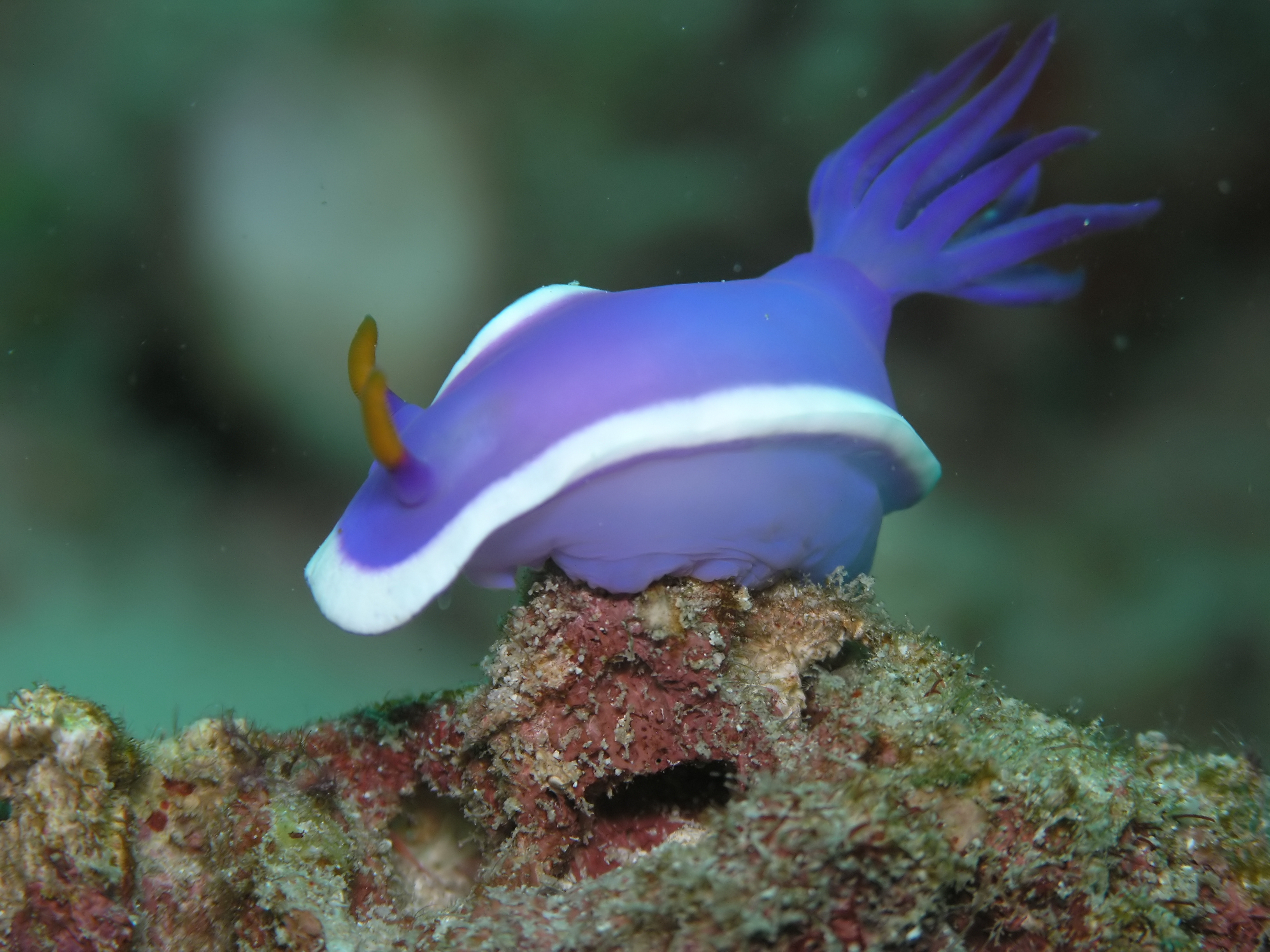

## Распространение
Голотип этого голожаберного брюхоногого моллюска был собран на глубине 30 м у скалы Афола, остров Марикабан, Тинглой, провинция Батангас, остров Лусон, Филиппины (13°39′31″ с. ш. 120°54′05″ в. д.). Это обычный и широко распространенный вид, о котором сообщалось из Квинсленда (Австралия), Малайзии, Индонезии и Окинавы (Япония_, но его часто путают с Hypselodoris bullocki или Hypselodoris apolegma.

## Сходные виды
- Hypselodoris tryoni
- Hypselodoris maritima
- Goniobranchus tritos
- Goniobranchus leopardus